# Friederike Nadig
Friederike „Frieda“ Nadig (* 11. Dezember 1897 in Herford; † 14. August 1970 in Bad Oeynhausen) war eine SPD-Politikerin und eine der vier „Mütter des Grundgesetzes“.

## Leben und Beruf
Friederike Charlotte Louise Nadig, die der evangelischen Kirche angehörte, war die Tochter der Näherin Luise Henriette Friederike Nadig, geb. Drews und des Tischlers Wilhelm Nadig, der von 1919 bis 1931 für die SPD Mitglied im Preußischen Landtag war. Nach dem Besuch der Bürgerschule machte sie zunächst 1912 bis 1916 eine Ausbildung zur Verkäuferin in einem Konsum und war anschließend bis Oktober 1920 in diesem Beruf tätig. Unabhängig vom erlernten Beruf bildete sie sich in Lehrgängen weiter. So machte sie 1916 eine Weiterbildung in der Kranken- und Säuglingspflege. Nach dem Ersten Weltkrieg besuchte sie die 1908 von Alice Salomon gegründete Soziale Frauenschule in Berlin. Ergänzend durchlief sie ein neunmonatiges Praktikum im Bereich der Jugendfürsorge und Gerichtshilfe in Berlin-Charlottenburg und ein weiteres als Vertreterin der Polizeifürsorgerin beim städtischen Wohlfahrtsamt in Herford. Sie absolvierte 1922 das Examen der Wohlfahrtspflegerin und war danach in Bielefeld als Fürsorgerin tätig. Ehrenamtlich engagierte sie sich in der Arbeiterwohlfahrt.
Nach der sogenannten Machtergreifung wurde sie als „bekenntnistreue Sozialistin“ im März 1933 mit einem Berufsverbot belegt. Eine politische Betätigung war ihr nicht mehr möglich. Erst 1936 konnte sie als Gesundheitspflegerin in Ahrweiler wieder eine Stelle finden. Nach dem Ende des Zweiten Weltkrieges war der Wiederaufbau der Arbeiterwohlfahrt im Bezirksverband Östliches Westfalen zum großen Teil ihr zuzurechnen. Sie arbeitete 20 Jahre (von 1946 bis 1966) als hauptamtliche Geschäftsführerin der wiedergegründeten Arbeiterwohlfahrt im Bezirk Ostwestfalen-Lippe.

## Partei
Nadig hatte schon in jungen Jahren ein ausgeprägtes politisches Bewusstsein und Interesse. Sie schloss sich bereits 1913 mit 16 Jahren der Arbeiterjugend Herford an und trat drei Jahre später in die SPD ein. Nach 1945 beteiligte sie sich maßgeblich am Wiederaufbau der SPD im Bezirk Östliches Westfalen und setzte sich insbesondere auch für die Gewinnung von Frauen für die Partei ein. Sie war Ende der 1940er Jahre Beisitzerin des Bezirksvorstandes der SPD in Ostwestfalen-Lippe.

## Abgeordnete
Von 1930 bis 1933 wurde Nadig für die SPD als Abgeordnete in den Westfälischen Provinziallandtag gewählt. Dort arbeitete sie schwerpunktmäßig in den Fürsorge- und Wohlfahrtsausschüssen.
1947/48 gehörte sie dem Zonenbeirat für die Britische Besatzungszone an und engagierte sich als Mitglied des Flüchtlingsausschusses. Von 1947 bis 1950 war Nadig Mitglied des Nordrhein-Westfälischen Landtages. 
1948 wurde sie als eine von vier Frauen in den Parlamentarischen Rat berufen und arbeitete am Entwurf des Grundgesetzes mit. Sie gehörte dem Ausschuss für Grundsatzfragen als einzige Frau an. Weiter arbeitete sie im Organisations- und Hauptausschuss sowie als stellvertretendes Mitglied im Ausschuss für Zuständigkeitsabgrenzung. Neben Elisabeth Selbert, die ebenfalls der SPD angehörte, war sie eine der engagiertesten Streiterinnen für die Gleichberechtigung. Im Gegensatz zu Helene Weber (CDU) und Helene Wessel (Zentrum), die einer umfassenden Gleichberechtigung von Frauen und Männern skeptisch gegenüberstanden, vertrat Nadig die Position, dass die Frauen, die nach dem Zweiten Weltkrieg die Mehrzahl der Bürger Deutschlands ausmachten und auf deren Schultern ein Großteil der tatsächlichen Versorgungsleistungen für die Familien lastete, über die staatsbürgerliche Gleichstellung hinaus auch im Familien- und Eherecht gleichgestellt werden müssten. Während sich die SPD mit der Forderung nach der Gleichheit von Männern und Frauen vor dem Gesetz (Artikel 3 des Grundgesetzes) durchsetzen konnte, was eine umfassende Änderung des Bürgerlichen Gesetzbuches nach sich zog, scheiterte Nadig mit den Forderungen nach „gleichem Lohn für gleiche Arbeit“ sowie der Gleichstellung unehelicher mit ehelichen Kindern.
Bei der ersten Bundestagswahl zog Frieda Nadig 1949 in den Bundestag ein, dem sie bis 1961 angehörte. Sie wurde 1949 im Wahlkreis Bielefeld-Stadt und 1953 sowie 1957 im Wahlkreis Bielefeld – Halle direkt gewählt.

## Ehrungen

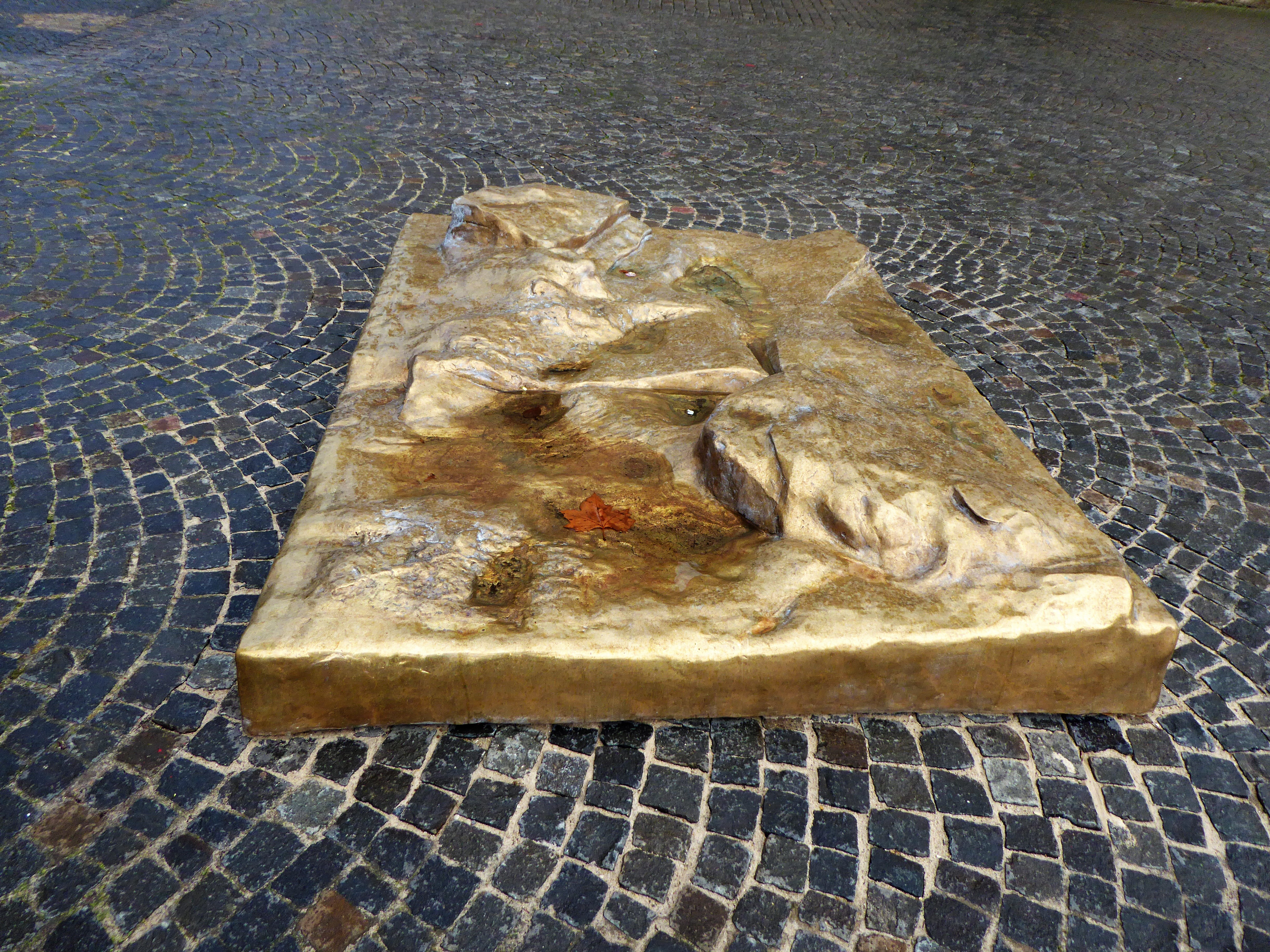
Frieda-Nadig-Denkmal in Herford

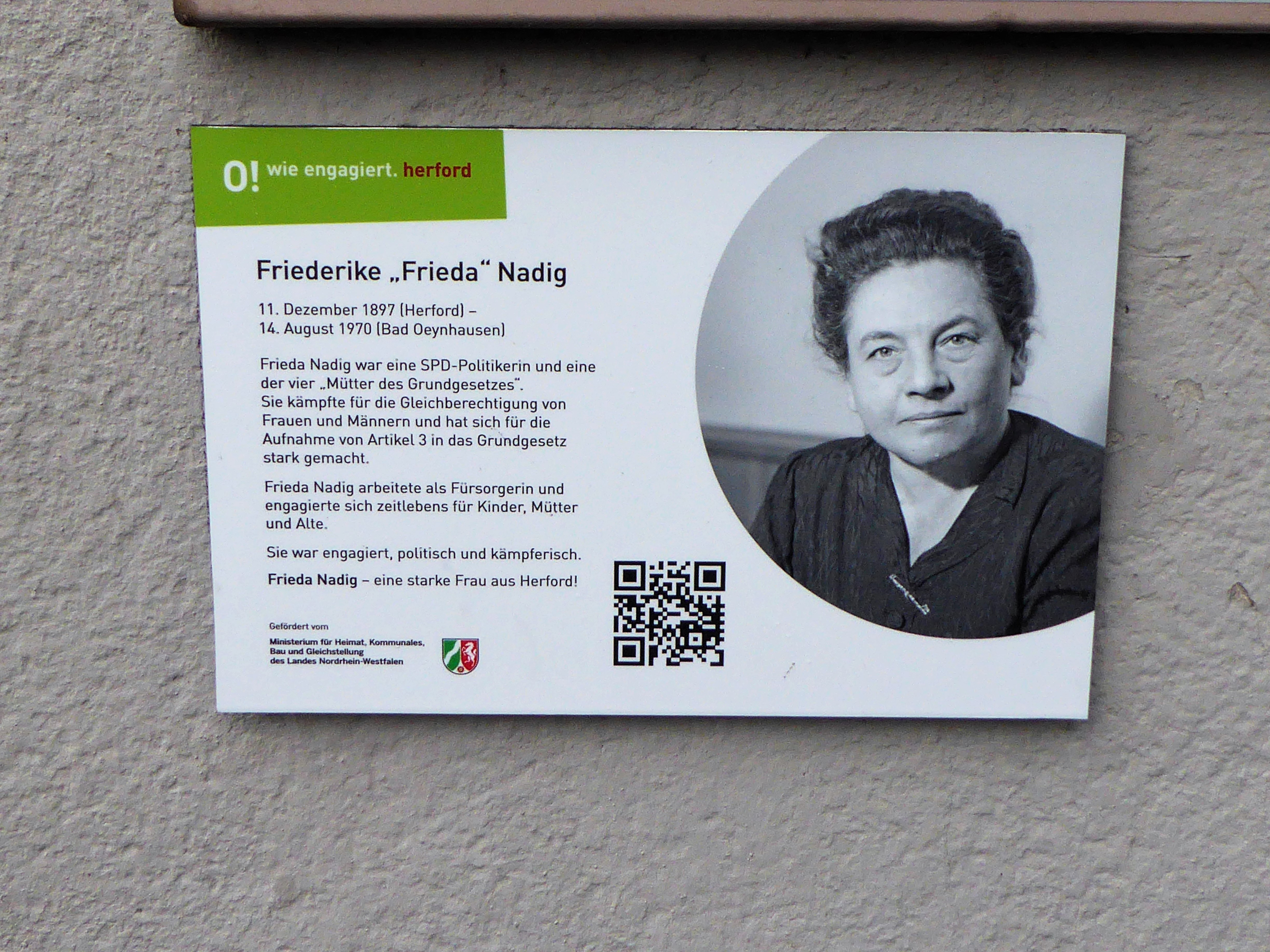
Schild am Herforder Rathaus in der Nähe des Denkmals

1961 wurde sie für ihren Einsatz um die „Festigung des demokratischen Gedankens vor allem bei der weiblichen Bevölkerung“ mit dem Großen Bundesverdienstkreuz ausgezeichnet. Die Arbeiterwohlfahrt zeichnete sie 1970 mit der Marie-Juchacz-Plakette aus. Nach ihr sind mehrere Straßen und Wege, unter anderem in ihrer Geburtsstadt Herford, in Berlin, Bielefeld, Bonn, Detmold, Dortmund, Gütersloh, Köln, Moers, München, Norderstedt, Offenburg, Rhede, Roßdorf und Salzkotten sowie ein Seniorenheim in Bielefeld-Sennestadt und die Frieda-Nadig-Stiftung benannt. An der Herforder Schillerstraße betreibt die Arbeiterwohlfahrt das Frieda-Nadig-Bildungszentrum. Am 8. November 2021 wurde auf dem Rathausplatz in Herford das Frieda-Nadig-Denkmal enthüllt. Die Bronze-Skulptur mit dem Titel Für Frieda Nadig, eine der vier Mütter des Grundgesetzes wurde von der Bildhauerin Asta Gröting geschaffen.
2024 wurde Frida Nadig im Rahmen des Projekts Frauenorte in die Liste der FrauenOrte NRW aufgenommen. Die Errichtung einer Gedenktafel ist geplant.